# Schelsbach (Lausenbach)
Der Schelsbach in der Ortschaft Weixdorf im Norden der sächsischen Landeshauptstadt Dresden ist ein linker und zugleich der bedeutendste Nebenfluss des Lausenbachs, dessen Wasser über die Große Röder und Schwarze Elster der Elbe zufließt. Der für die Entwässerung des Dresdner Flughafens bedeutsame Schelsbach entsteht nördlich des Flughafenareals an einem Regenrückhaltebecken. Ursprünglich entsprang der seitdem mehrfach veränderte Gewässerlauf mitten auf dem heutigen Flughafengelände.:S. 4

## Verlauf

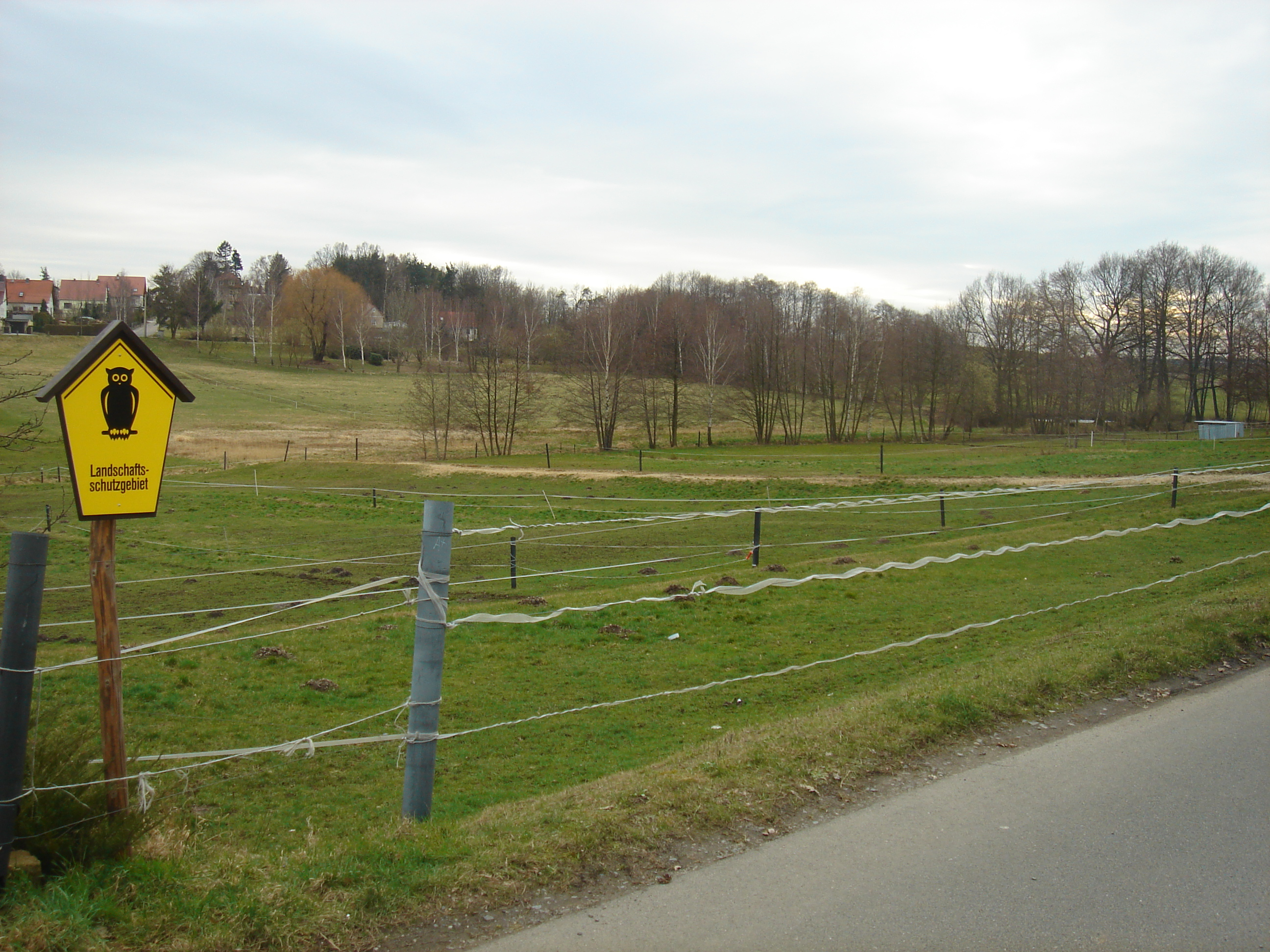
Talaue des Schelsbachs, von Altgomlitz nach Weixdorf gesehen
Vor 1880 befand sich der Bachlauf etwa 100 Meter weiter südlich.

Nach seinem Anfang an einem Regenrückhaltebecken am nördlichen Ende des Flughafens fließt der Schelsbach rund 350 Meter in nordöstlicher Richtung durch Weixdorfer Flur. An der Gemarkungsgrenze Weixdorfs mit Gomlitz nimmt er den von Westen von der Bundesautobahn 4 kommenden Autobahn-Niederschlagsabzugsgraben (Autobahn-NSA-Graben) auf und wendet sich entlang des Grenzverlaufs nach Osten. Nach rund einem Kilometer trifft er auf die Lausaer Gemarkung.
Die ersten 900 Meter des Bachs befinden sich im Landschaftsschutzgebiet (LSG) Moritzburger Kleinkuppenlandschaft, wodurch sein Oberlauf weitgehend naturnah geprägt ist. Die baumbestandene Schelsbachaue ist allerdings nur noch rudimentär vorhanden. Auf der rechten (südlichen) Bachseite befindet sich auch der Schelsteich mit dem gleichnamigen, 2 Hektar großen Flächennaturdenkmal, das sich bis zum Schelsweg an der Klotzscher Gemarkungsgrenze erstreckt. Über den rund 330 Meter langen Schelsteichgraben werden Naturdenkmal und Teich in den Schelsbach entwässert. Wenige Meter weiter befindet sich das im Jahr 2015 errichtete Hochwasserrückhaltebecken Schelsbach.
Nachdem der Schelsbach die Schutzgebiete passiert hat, fließt er am 400 Quadratmeter großen Wiesenteich vorbei und nähert sich bebautem Gebiet an, in das er letztlich am Auenweg eintritt und selbst überwiegend verbaut und mit Ufernmauern befestigt ist, abschnittsweise auch verrohrt. Er nimmt dort den vom Süden kommenden, verrohrten Altweixdorfer Mühlgraben auf. Nachdem er Altweixdorf in ostnordöstlicher Richtung passiert und endlich in Lausa angekommen ist, passiert er diesen Ortsteil hauptsächlich zwischen Pastor-Roller-Straße und Königsbrücker Landstraße und nimmt den Kuhteichgraben sowie weitere Wasserläufe auf. Am Ensemble aus Pfarrhaus, Pfarrteich, Pastor-Roller-Kirche, Kirchhof und Einfriedung fließt er nördlich vorbei und mündet kurz darauf in den Lausenbach.

## Hochwasserschutz
Vom Flughafen Dresden wird der Schelsbach durch zwei Regenrückhaltebecken, die zusammen 24.000 m3 Wasser fassen, mit einer gedrosselten Abgabe von jeweils 40 Litern/Sekunde gespeist. Über den Autobahn-Niederschlagsabzugsgraben, der bei Vollstau 321 m3 fasst, kommen bis zu 20 Liter/Sekunde hinzu.:S. 8 Aus dem Kanalnetz der Stadtentwässerung Dresden gibt es fünf Regenwasser-Einleiter mit 300 bis 500 mm Nennweite, die jeweils um 200 Liter/Sekunde beitragen können.:S. 10
Während kurze und mittellange Starkregenereignisse sich nur unwesentlich auf den Abfluss des Schelsbachs auswirken, ist bei sehr langen Regenereignissen mit Dauern bis zwei Tagen, die zu einer Sättigung des Bodens im Einzugsgebiets führen, eine wesentliche Erhöhung des Abflusses von 1,25 m3/s auf 3,4 m3/s feststellbar. Schnelle Abflüsse führen dann im dicht bebauten und baulich eng gefassten Unterlauf in Lausa zu Oberflächenabflüssen und somit Überschwemmungen.
Beim Jahrhunderthochwasser 2002 war der Schelsbach von einem Dammbruch eines Regenrückhaltebeckens betroffen, der eine Flutwelle auslöste, die sich im Bachlauf fortsetzte und noch Auswirkungen auf den Lausenbach zeigte.:S. 13, 17 Mit dem Bau des zweiten, größeren Regenrückhaltebeckens auf dem Flughafengelände bis 2009:S. 8 und des Hochwasserrückhaltebeckens Schelsbach bis 2015 ergaben sich Verbesserungen, die durch eine Renaturierung in der Ortschaft Lausa auf 220 Metern und den Bau eines größeren Durchlasses am Kügelgenweg zusätzlich unterstützt werden.